# NGC 7767
NGC 7767 is een spiraalvormig sterrenstelsel in het sterrenbeeld Pegasus. Het hemelobject werd op 9 oktober 1872 ontdekt door de Britse astronoom Ralph Copeland.

## Synoniemen
- UGC 12805
- MCG 4-56-16
- ZWG 477.17
- PGC 72601